# (29753) Silvo
(29753) Silvo (1999 CY4) – planetoida z pasa głównego asteroid okrążająca Słońce w ciągu 3,69 lat w średniej odległości 2,39 j.a. Odkryta 10 lutego 1999 roku.